# Станислав Тодоров
Станислав Тодоров е бивш български футболист, международен футболен рефер, който е част от ранглистата на БФС и УЕФА за международни съдии. Футболен съдия №1 на България за 2011, 2012 и 2017 година.
Ръководил много двубои от българското първенство, както и футболни двубои от Лига Европа. Няколко пъти е свирил мега дербито на българския футбол – ПФК ЦСКА (София) – ПФК Левски (София).

## Българско първенство

### Международни изяви
На 24 юни 2006 г. Тодоров дебютира в Европа по време на мач между Динамо (Тбилиси) и Киликия (Ереван) за тогавашния турнир Купата на УЕФА „Интертото“, завършил 3 – 0.
Свири първия си международен мач между национални отбори на 27 февруари 2008 г., в двубоя Полша – Естония, завършил 2:0, с голове на Радослав Матусяк и Томаш Загорски.